# Драгомир Брзак
Драгомир Брзак (Београд, 21. фебруар 1851 — Београд, 4. март 1904) био је српски књижевник.

## Биографија
Као поштански чиновник бавио се књижевношћу, сарађивао је у часописима и писао песме (углавном љубавне, родољубиве и винске), од којих су неке компоноване и певане.
Приповетке штампане у збирци из друштвеног живота су биле већином хумористичне, фељтонског карактера. Друговао је са Јанком Веселиновићем, н Стеваном Сремцем. Са Јанком Веселиновићем написао је позоришни комад из сеоског живота Ђидо, према којем је Петар Коњовић компоновао народну оперу Сељаци (1964). Преводио је позоришна дела. Босанска вила је писала о њему
Додељен му је турски Орден Османлија, Орден Таковског крста, бугарски Орден за грађанске заслуге, Краљевски орден Белог орла четвртог степена, црногорски Орден Данила петог степена и Орден Светог Саве трећег и четвртог степена.
Био је уредник политичког листа Слога.